# Ley relativa a la libertad de creación, a la arquitectura y al patrimonio
La ley relativa a la libertad de creación, a la arquitectura y al patrimonio o LCAP (o también a veces conocida como la ley CAP) fue promulgada en julio de 2016 en Francia. Su objetivo es garantizar la libertad de creación, en la arquitectura y modernizar la protección del patrimonio cultural.

## Orígenes del proyecto de ley
El proyecto de ley fue presentado por el primer ministro de Francia Manuel Valls a Fleur Pellerin, ministro de Cultura y Comunicación, y luego a Audrey Azoulay, ministro de Cultura. 
El objetivo del proyecto de ley se definió como "Libertad de creación, arquitectura y patrimonio" proteger la creación libre, así como preservar el patrimonio cultural francés. Forma parte del movimiento francés para el reconocimiento de la diversidad cultural y las formas de creación artística.
Este proyecto de ley se hace eco en parte del atentado contra Charlie Hebdo que tuvo lugar en enero de 2015, así como de la proliferación de iniciativas, de funcionarios y asociaciones locales, para prohibir la distribución de obras artísticas.

## Debate en el Parlamento
El proyecto de ley se presentó en el Consejo de Ministros el 8 de julio de 2015  por Fleur Pellerin, Ministro de Cultura y Comunicación.
El 17 de septiembre, Patrick Bloche (PS) presentó un informe sobre el proyecto de ley, realizado en nombre de la Comisión de Asuntos Culturales y Educación. 
El 28 de septiembre de 2015, el proyecto de ley sobre creación artística, arquitectura y patrimonio se examinó en primera lectura por la Asamblea Nacional . El texto fue adoptado por la cámara baja el 6 de octubre de 2015, luego en el Senado el 11 de marzo de 2016. Después regresó a la asamblea, donde se aprobó, en una segunda lectura el 22 de marzo de 2016  . Luego fue aprobado en segunda lectura, en el Senado el 25 de mayo de 2016  . El comité conjunto llegó a un acuerdo sobre el texto el 15 de junio  siguiente. El texto fue definitivamente aprobado por la Asamblea Nacional el 21 de junio  y por el Senado en 29 de junio.

## Contenido de la ley
El proyecto LCAP tiene como objetivo garantizar el ejercicio de la libertad de creación y permitir un mejor intercambio de cultura. Establece nuevas reglas de transmisión para canciones de habla francesa en la radio y el desarrollo de un sistema de educación artística y cultural, en particular a través de conservatorios.
La sección del proyecto de ley dedicada a la arquitectura coloca al arquitecto en el centro del proceso de creación y propone el establecimiento de un "permiso de experimentar". Disminuye de 170 a 150 m² el umbral más allá del cual el uso de un arquitecto es obligatorio.
La tercera parte está dedicada al patrimonio cultural. Recomienda en particular la simplificación de la terminología aplicada a los tipos de áreas protegidas mediante el establecimiento de una sola etiqueta de "Ciudad histórica", luego fue renombrado por el Senado como "Sitio de patrimonio notable". 
El proyecto de ley finalmente aprobado consta de 119 artículos y contiene, entre sus disposiciones principales: 

### Libertad de creación y creación artística.
- Consagración del principio de libertad de creación artística.[9]
- Establecimiento de los objetivos de las políticas del Estado y de las colectividades territoriales en materia de creación artística y afirmación del principio de libertad de programación artística.[10]
- Consolidación del marco legal de la política para las estructuras de artes escénicas y artes plásticas por parte del ministro de Cultura.[11]
- Mejora del equilibrio en las relaciones contractuales entre artistas y productores mediante la aplicación de disposiciones comparables a las que rigen los contratos de autor.[12]
- Creación de un mediador musical a cargo de una misión de conciliación en disputas entre artistas y productores.[13]
- Mejora de la transparencia de las cuentas de producción y explotación de obras cinematográficas.[14]
- Reforma de la excepción al derecho de autor en beneficio de las personas con discapacidad.[15]
- Reestructuración de la educación superior en creación artística, cine y audiovisual; especificación de las misiones de las instituciones de educación superior.[16]

### Patrimonio cultural y arquitectura
- Consagración legislativa de fondos regionales de arte contemporáneo.[17]
- Teniendo en cuenta la dimensión científica de la protección del patrimonio arqueológico y el fortalecimiento de las disposiciones en el campo de la arqueología preventiva.[18]
- Reforma de los órganos consultivos del patrimonio nacional y local.[19]
- Modificación de varias disposiciones del código de patrimonio y creación, en particular, de sitios de patrimonio notables.[20]

La ministra de Cultura, Audrey Azoulay, indica tener 

tenu à ce qu’on [...] apporte deux modifications

en el proyecto de ley y

réaffirme le rôle de l’État

 sobre el patrimonio, y el otro que hace referencia a

les quotas de chansons francophones plus contraignants

 en la radio.

## Reacciones
Después de la introducción de una enmienda, Wikimedia France denuncia desde junio de 2016  

la création d’un droit patrimonial sur les domaines nationaux

 Y 

la taxe sur les moteurs de recherche qui rend inopérantes les licences libres